# Jan Beneš (Schriftsteller, 1936)
Jan Beneš (* 26. März 1936; † 1. Juni 2007) war ein tschechischer Dichter, Übersetzer, Drehbuchautor und Publizist. Er benutzte die unter anderem die Pseudonyme Milan Štěpka, Bobisud Mihule, Mojmír Čada, Ing. Čada, JAB, JeBe, Světlana. Er schrieb Romane und einige historische Bücher.

## Leben
Er studierte an der Kunstgewerbeschule in Prag.
Er war politischer Verfolgter des kommunistischen Regimes in der damaligen Tschechoslowakei und flüchtete 1969 kurz vor einer beabsichtigten Festnahme in die Vereinigten Staaten. Er kämpfte zehn Jahre lang um den Nachzug seiner zwei Kinder. In den Siebzigern lehrte er an der Harvard-Universität.
Er war Freiwilliger der US-Fliegerstaffel grünes Barett und arbeitete 20 Jahre lang für das dortige Verteidigungsministerium.
Nach dem Fall des Eisernen Vorhangs kehrte er 1993 in seine Heimat zurück.

## Werk
Kurzgeschichten
- Do vrabců jako když střelí, Naše Vojsko, Prag 1963
- Situace, 1963
- Disproporce, Čs. spisovatel, Prag 1965, teilweise verboten
- Na místě, Mladá fronta, Prag 1969, verboten
  - Na místě, '68 Publishers, Toronto 1972
- Až se se mnou vyspíš, budeš plakat, Mladá fronta, Prag 1969, verboten
- Můj otec nepadl za nikoho, Melantrich, Prag 1969, verboten
- The Blind Mirror, 1971
- Banánové sny, Konfrontace, Zürich 1984
- Žádné kvítí, Rozmluvy, London 1986
- Svoboda nechodí v rudém šatě, Primus, Prag 1995
- Psové a jiné animálie, Primus, Prag 2004

Romane
- Druhý dech, Melantrich, Prag 1969, Verteilung verboten
  - Second Breath, Grossmann Press, New York 1969
  - Druhý dech, Konfrontace, Zürich 1974 (erste tschechische Ausgabe)
  - Druhý dech, Mladá fronta, Prag 2006
- Trojúhelník s Madonou, Naše Vojsko, Prag 1969, verboten
  - Trojúhelník s Madonou, '68 Publishers, Toronto 1979
- Zelenou nahoru, '68 Publishers, Toronto 1977
  - Indolence, Primus, Prag 1994
  - Zelenou nahoru : kiss me, I am Bohemian, kriminaloidní sci-fiction přítomně minulé budoucnosti, Knižní klub, Prag 2001
- Smrt kmotřička, Elka Press, Prag 2001
- Balada o Ludimíru, Primus, Prag 1996
- Americká causerie: Čtení po Evropě, Primus, Prag 1997
- Americký pitaval, Čs. spisovatel, Prag 1997
- Jan Beneš; Josef Frolík: Střílející abatyše, Votobia, Prag 2001
- Moji výbušní zlotvoři, Votobia, Prag 2001

Pädagogische Werke
- Ve znamení lva, historie čs. zahraničních armád, 1972, časopis ABC|časopise ABC, Prag 1991–94
- Always Dubiety, für die Moynihan Commission des Senates der Vereinigten Staaten, 1974
- The Geography and History of Czechoslovakia I.+II., für das Verteidigungsministerium der Vereinigten Staaten, 1986
- The Economical and Political Affairs in Contemporary Czechoslovakia, für das Verteidigungsministerium der Vereinigten Staaten, 1986
- Zločin genocidy: Litva v drtivém objetí velkého bratra SSSR 1939-1953, polnisch, Wuppertal 1989, Votobia, Prag 2001
- Ve znamení temna: sovětská špionážní a podvratná činnost proti Československu v letech 1918-1969: studijní materiál pro doplnění zápočtových seminářů FFUK (basierend auf den Vorarbeiten von  František August), Votobia, Praha 2001
- Čas voněl snem: stručný přehled dějin VKS(b): doplňkový studijní materiál, Primus, Prag 2004